# 平山智 (アニメーター)
平山 智（ひらやま さとし、1957年8月17日 - ）は、日本のアニメーター、キャラクターデザイナー。長崎県出身。

## 来歴
長崎市立長崎商業高等学校時代の部活は美術部で、高校生時代からアニメに興味を持っていた。高校卒業後は地元のデザイン事務所に勤務する予定だったが状況が一変してその話が無くなり、そのような中で高校の美術部の1年先輩から、自分の通っている専門学校東京デザイナー学院アニメーション科（後の専門学校東京クールジャパン）を勧められ、東京デザイナー学院に入学。
旧スタジオZに所属後、本橋秀之や、東京デザイナー学院の同窓生同士だった亀垣一と共にスタジオZ5を立ち上げる。『六神合体ゴッドマーズ』製作時にフリーとなる。以降、東京ムービーの作品をメインに活動している。
2000年代に入ってからは長年作画監督を務めてきたルパン三世のテレビスペシャルでキャラクターデザインを手掛けるようになり、声優交代の2010年までのメディア作品では平山がデザインしたルパンがデフォルトで使用されていた。

## 参加作品

### テレビアニメ
1977年
- 無敵超人ザンボット3（動画）

1978年
- 宇宙戦艦ヤマト2（原画）
- 無敵鋼人ダイターン3（作画）

1979年
- 宇宙空母ブルーノア（原画）
- 機動戦士ガンダム（作画）
- くじらのホセフィーナ（作画監督、原画）

1980年
- あしたのジョー2（原画）
- 宇宙戦士バルディオス（原画）
- がんばれ元気（原画）

1981年
- じゃりン子チエ（原画）
- 新・ど根性ガエル（原画）
- 戦国魔神ゴーショーグン（敵キャラクターデザイン）
- 六神合体ゴッドマーズ（原画）

1982年
- 少年宮本武蔵 わんぱく二刀流（原画）
- スペースコブラ（原画）
- とんでモン・ペ（原画）

1983年
- キャッツ♥アイ（作画監督、キャラクターデザイン〈第2シリーズ〉）

1984年
- ゴッドマジンガー（キャラクターデザイン、作画監督〜ノンクレジット、原画〜ペンネーム使用）

1986年
- ロボタン（キャラクターデザイン、作画監督）

1989年
- GO! レスラー軍団（作画監督）
- レスラー軍団〈銀河編〉 聖戦士ロビンJr.（キャラクターデザイン）

1990年
- ルパン三世 ヘミングウェイ・ペーパーの謎（作画監督）

1991年
- おちゃめなふたご クレア学院物語（総作画監督）
- わたしとわたし ふたりのロッテ（総作画監督）

1992年
- フランダースの犬 ぼくのパトラッシュ（総作画監督）
- ルパン三世 ロシアより愛をこめて（作画監督）

1994年
- サッカーフィーバー（作画監督）
- ルパン三世 燃えよ斬鉄剣（原画）
- レッドバロン（キャラクターデザイン、作画監督）

1996年
- 怪盗セイント・テール（原画、後期ED作画）

1997年
- ルパン三世 ワルサーP38（原画）

1998年
- ルパン三世 炎の記憶〜TOKYO CRISIS〜（キャラクターデザイン、作画監督）

1999年
- ムーぽん（作画監督）
- 週刊ストーリーランド（キャラクターデザイン、作画監督）
- ルパン三世 愛のダ・カーポ〜FUJIKO'S Unlucky Days〜（キャラクターデザイン、作画監督）

2000年
- ムーぽん（作画監督）
- 週刊ストーリーランド（キャラクターデザイン、作画監督）
- ルパン三世 1$マネーウォーズ（作画監督）

2001年
- ムーぽん（作画監督）
- 週刊ストーリーランド（キャラクターデザイン、作画監督）
- ルパン三世 アルカトラズコネクション（作画監督）

2002年
- 七人のナナ（原画）
- ムーぽん（作画監督）
- 幻魔大戦 神話前夜の章（キャラクターデザイン、作画監督）
- とっとこハム太郎（作画監督）
- ルパン三世 EPISODE:0 ファーストコンタクト（キャラクターデザイン、総作画監督）

2003年
- ソニックX（キャラクターデザイン、作画監督）
- ポポロクロイス（デザインワークス、作画監督、原画）
- ルパン三世 お宝返却大作戦!!（キャラクターデザイン、作画監督）

2004年
- モンキーパンチ漫画活動大写真「ルパンたち」（作画監督、絵コンテ、第1話演出）
- ルパン三世 盗まれたルパン 〜コピーキャットは真夏の蝶〜（キャラクターデザイン）

2005年
- ガラスの仮面（キャラクターデザイン、作画監督）
- ルパン三世 天使の策略 〜夢のカケラは殺しの香り〜（キャラクターデザイン、総作画監督）

2006年
- D.Gray-man（作画監督）
- ルパン三世 セブンデイズ・ラプソディ（キャラクターデザイン）

2007年
- 風の少女エミリー（作画監督）
- ルパン三世 霧のエリューシヴ（キャラクターデザイン、作画監督）

2008年
- 全力ウサギ（キャラクターデザイン、作画監督）
- ルパン三世 sweet lost night 〜魔法のランプは悪夢の予感〜（キャラクターデザイン）

2009年
- 源氏物語千年紀 Genji（作画監督）
- ルパン三世VS名探偵コナン（キャラクターデザイン、総作画監督）

2010年
- ルパン三世 the Last Job（キャラクターデザイン、総作画監督）

2013年
- 幕末義人伝 浪漫（キャラクターデザイン、作画監督）

2014年
- 名探偵コナン 江戸川コナン失踪事件 〜史上最悪の2日間〜（作画監督）
- 弱虫ペダル GRANDE ROAD（原画）

2017年
- TRICKSTER -江戸川乱歩「少年探偵団」より-（作画監督）
- 笑ゥせぇるすまんNEW（作画監督、原画、第二原画）

2018年
- メガロボクス（作画監督、原画）
- バキ（原画）
- ポケットモンスター サン&ムーン（原画）

2019年
- ルパン三世 グッバイ・パートナー（作画監督、原画）
- ルパン三世 プリズン・オブ・ザ・パスト（作画監督）

2021年
- ルパン三世 PART6（原画、第二原画）

### 劇場アニメ
1981年
- 劇場版 宇宙戦士バルディオス（原画）

1982年
- Dr.SLUMP “ほよよ!”宇宙大冒険（原画）

1988年
- AKIRA（原画）

1993年
- かいけつゾロリ（原画）

1999年
- それいけ!アンパンマン 勇気の花がひらくとき（原画）

2006年
- 劇場版 遙かなる時空の中で 舞一夜（原画）
- 真救世主伝説 北斗の拳 ラオウ伝　殉愛の章（原画）

2007年
- オシャレ魔女♥ラブandベリー しあわせのまほう（作画監督）

2013年
- ルパン三世VS名探偵コナン THE MOVIE（キャラクターデザイン、総作画監督）

2014年
- 名探偵コナン 異次元の狙撃手（作画監督補佐）
- 弱虫ペダル Re:RIDE（原画）

2017年
- 劇場版ポケットモンスター キミにきめた!（作画監督）

2018年
- 劇場版ポケットモンスター みんなの物語（作画監督）

2020年
- 劇場版ポケットモンスター ココ（作画監督・原画）

### OVA
1986年
- アーバンスクウェア 琥珀の追撃（原画）

1989年
- エースをねらえ! ファイナルステージ（作画監督）

1991年
- ウィザードリィ（キャラクターデザイン）
- けっこう仮面（キャラクターデザイン、総作画監督）
- 手天童子（作画監督）

1992年
- けっこう仮面2（キャラクターデザイン、総作画監督）

1994年
- マーズ（原画）

1996年
- 新海底軍艦（原画）
- ウルトラマン超闘士激伝（原画）
- 銀河帝国の滅亡・外伝　蒼き狼たちの伝説（原画）

1998年
- 真ゲッターロボ 世界最後の日（原画）

2002年
- ルパン三世 生きていた魔術師（キャラクターデザイン、作画監督）

2008年
- ルパン三世 GREEN vs RED（作画監督）

2012年
- ルパン三世 Master File「ルパン一家勢揃い」（キャラクターデザイン、総作画監督）

2018年
- ReLIFE 完結編（作画監督、原画）
- ルパン三世 ルパンは今も燃えているか? (総作画監督、作画監督、キャラクターデザイン)

### その他
1997年
- 天外魔境 第四の黙示録（ゲーム、作画監督）

1999年
- SDガンダム GGENERATION-ZERO（ゲーム、原画）
- ヴァルキリープロファイル（ゲーム、原画）

2002年
- ルパン三世 魔術王の遺産　(ゲーム、原画)

2003年
- 日清食品・ラ王・あしたのジョー（CM、キャラクターデザイン、原画）

2005年
- ルパン三世シリーズ（2005年 - 2016年、パチンコ・パチスロ、キャラクターデザイン、作画監督、その他）

2012年
- au・スマートフォン・URBANO PROGRESSO・ルパン三世モデル（CM、キャラクターデザイン、原画）